# IFK Falköping
IFK Falköping är en idrottsförening i Falköping. Klubben bedriver bland annat bordtennis, fotboll och ishockey. Klubben bildades 1921 som Nordstjärnan, men bytte snabbt namn till Falköpings BK innan namnet IFK Falköping antogs 1925. Tidigare bedrevs även bandy. Tidigare bestod klubben av sektioner under en huvudstyrelse, men på årsmötet 1998 beslöts att ombilda klubben till en alliansförening.

## Sektioner

### Bordtennis
Bordtennissektionen startade 1957, då Odenhallen var ny.

### Fotboll
De första åren spelade IFK Falköping i Skaraborgsserien och Västgötaserien. Ibland blev det derbymatcher mot IFK Tidaholm, och Tidaholms GIF samt lokala derbymatcher mot dåvarande Falköpings GIS. 1957 förlorade IFK Falköping mot Tidaholms GIF med 1-2 inför 2.291 åskådare i Division III. 1964 exporterade IFK Falköping Bert-Ola Haglund till IFK Norrköping. Under 1960-talet pendlade IFK Falköping mellan Division III och Division IV. 1968 kom Bo Thern från Bromölla som spelande tränare, och hade framgångar med klubben. 1973 vann IFK Falköping Division III. Inför spelet i Division II 1974 förstärkte IFK Falköping spelartruppen med Björn "Lill-Garvis" Carlsson från AIK och IK Sirius. IFK Falköping åkte dock ur serien första säsongen. IFK Falköping föll 1977 ner i Division IV, men startade en satsning med Max Möller som tränare. IFK Falköping vann serien, med spelare som Morgan Johansson ( svensk juniorlandslagsspelare), Inge Bergström, Tommy Odh och Hans-Olof Gustafsson, som sedan lämnade IFK Falköping för spel i IF Elfsborg.
Under 1980-talet och 1990-talet pendlade IFK Falköping mellan Division III och Division IV. 1987 lades serienumreringen om, så att Division I blev Allsvenskan, Division II blev Division I, och så vidare. IFK Falköping hade under denna tid framgångsrika spelare som Mikael Nilsson, senare IFK Göteborg och spel för Sveriges herrlandslag i fotboll med VM-brons 1994 i USA, och Magnus Henriksson, svensk juniorlandslagsspelare som lämnade IFK Falköping för Östers IF.
2001 föll IFK Falköping ur Division III, och slutade 2002 på fjärde plats i Division IV. 2016 spelade man i division 3 Västra Götaland.

### Ishockey
Sektionen IFK Falköping Blue Riders grundades 1948. Verksamheten las ner 1956, men återupptogs 1974 när en konstfrusen rink invigdes i Falköping. Under åren 1974–1983 spelade laget i Division IV. År 1984 invigdes en ny ishall, vilket förbättrade förutsättningarna för klubben. IFK Falköping Ishockeyklubb bildades 1998 som en fristående enhet inom IFK Falköping. Klubben spelar sina hemmamatcher i 'Odenrinken'. Klubbfärgerna är blått och vitt. Klubbens logotyp inkluderar en stiliserad ridande figur.